# Fährstraße 27 (Stralsund)

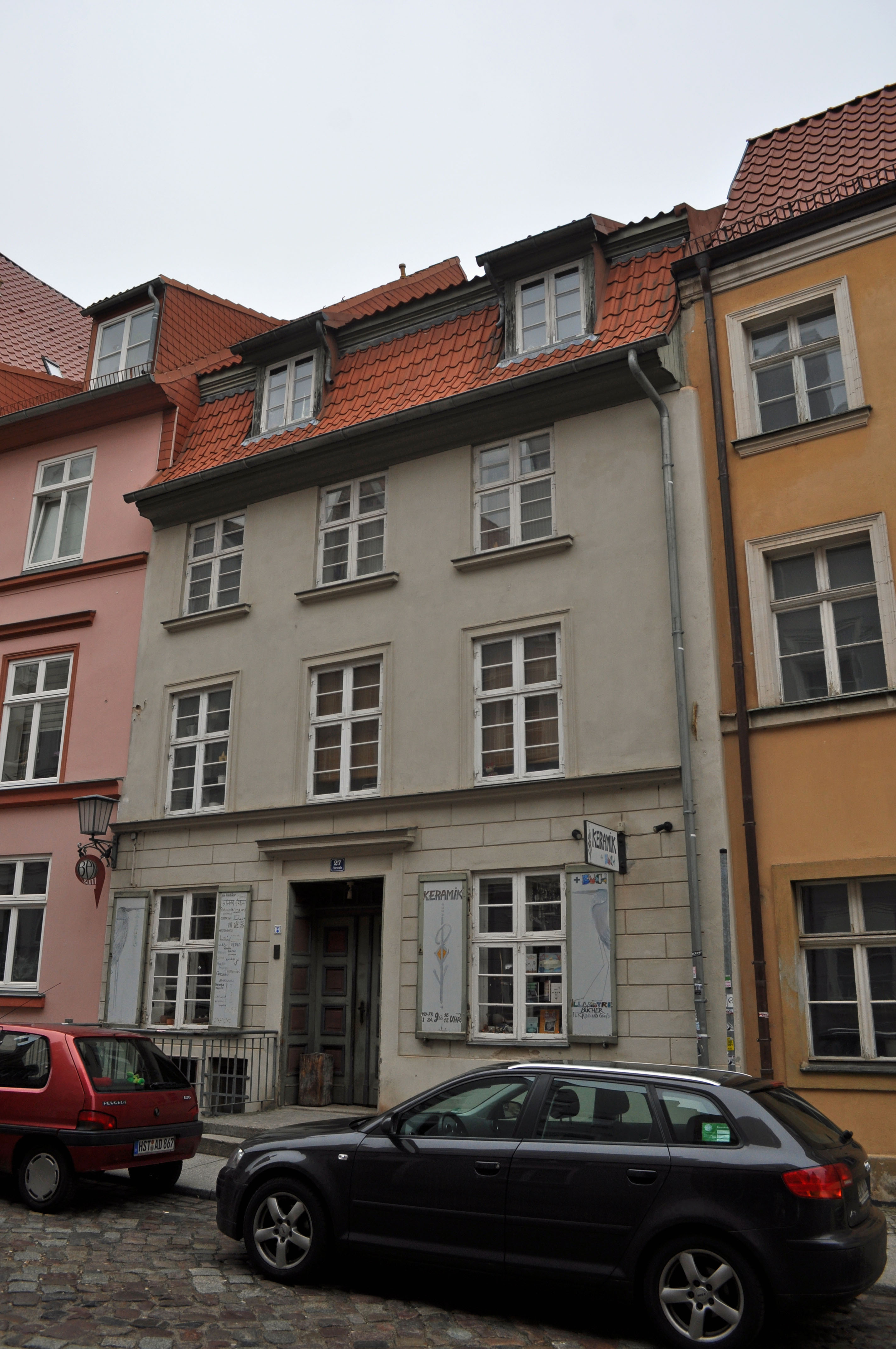
Das Haus Fährstraße 27 in Stralsund (2012)

Das Gebäude mit der postalischen Adresse Fährstraße 27 ist ein denkmalgeschütztes Bauwerk in der Fährstraße in Stralsund.
Der dreigeschossige, schlichte Putzbau mit Mansarddach ist im Kern mittelalterlich. In der Zeit um das Jahr 1820 wurde es umgebaut und um 1860 nochmals verändert.
Das Haus liegt im Kerngebiet des von der UNESCO als Weltkulturerbe anerkannten Stadtgebietes des Kulturgutes „Historische Altstädte Stralsund und Wismar“. In die Liste der Baudenkmale in Stralsund ist es mit der Nummer 178 eingetragen.
Im Keller des Hauses befindet sich seit 1992 eine Kneipe (“Ben Gunn”).